# 윌리 맥코비

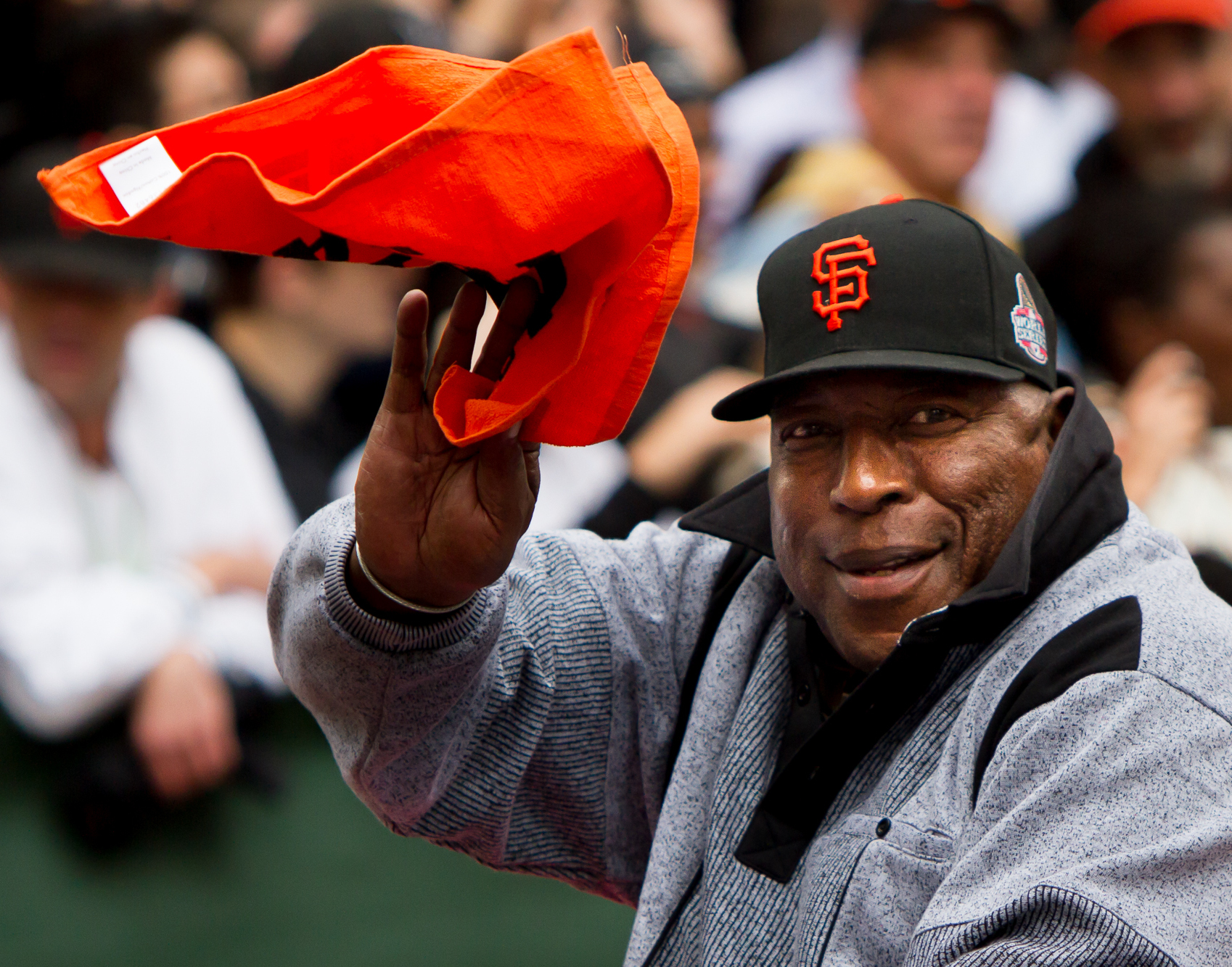
퍼레이드 중인 윌리 맥코비.

윌리 리 맥코비(Willie Lee McCovey, 1938년 1월 10일 ~ 2018년 10월 31일)는 전 메이저 리그 베이스볼 1루수이다. 19 시즌 동안 샌프란시스코 자이언츠에서, 나머지 세 시즌 동안 샌디에이고 파드리스와 오클랜드 애슬레틱스에서 뛰었다. 좌투좌타였으며, 1986년에 미국 야구 명예의 전당에 입성했다.
2018년 10월 31일, 캘리포니아주의 스탠포드 병원에서 80세를 일기로 숨졌다.